# Wolbachia
Wolbachia es un género de bacterias gramnegativas que infecta especies de artrópodos, en particular a una alta proporción de insectos, y también algunos nemátodos. Es uno de los microbios parásitos más comunes y es posiblemente el parásito reproductivo más común en la biosfera. Las interacciones con sus anfitriones son a menudo complejas, y en algunos casos han evolucionado para ser mutualistas en lugar de parasitarias. Algunas especies  no pueden reproducirse, o incluso sobrevivir, sin ser colonizadas por la bacteria. Un estudio concluyó que más del 16% de las especies de insectos tropicales portan bacterias de este género y se estima que entre el 25 y el 70% de todas las especies de insectos son potenciales portadoras.
La eliminación (mediante doxiciclina) de la Wolbachia presente en los nemátodos causantes de la filariasis generalmente mata dichos gusanos o alternativamente los torna estériles.

## Wolbachiay los artrópodos
Dentro de los artrópodos, Wolbachia es notable por el hecho que altera significativamente las capacidades reproductoras de sus hospedadores. Estas bacterias pueden infectar diferentes tipos de órganos, pero es muy notable en las infecciones de los testículos y ovarios de los mismos. 
Se conocen Wolbachia que pueden causar cuatro fenotipos diferentes: 
- Muerte de machos infectados
- Feminización. Las hembras portadoras de Wolbachia producen una descendencia mayoritariamente compuesta por hembras. Los embriones infectados con una dotación genética masculina se desarrollan como hembras morfológicas y funcionales.
- Partenogénesis. Las hembras infectadas son capaces de reproducirse asexualmente a partir de óvulos no fecundados, produciendo hijas como descendencia.
- Incompatibilidad citoplasmática. Los machos infectados únicamente pueden generar una descendencia normal (en número) si se aparean con hembras infectadas. La ausencia de descendencia en los cruces incompatibles se debe o bien a que no se lleva a cabo la fecundación o bien a la muerte de los embriones.

Wolbachia está presente en los huevos maduros, pero no en el esperma maduro. Se infectan sólo hembras que pasan la infección en adelante a su descendencia. Se piensa que los fenotipos causados por Wolbachia, sobre todo la incompatibilidad citoplasmática, ha sido importante promoviendo la especiación. Un concepto central de las teorías de especiación es el de aislamiento reproductivo: los genes de dos poblaciones aisladas reproductivamente pueden divergir hasta alcanzar la incompatibilidad genética. En este punto, se considera que a partir de la especie original han surgido dos especies.
Según Werren, Wolbachia puede constituir un mecanismo idóneo para generar aislamiento reproductivo. Werren y sus colaboradores han observado que en una especie de insecto, tal aislamiento puede originarse entre dos poblaciones infectadas por distintas cepas de Wolbachia. Werren sugiere que el mapeo génico de la diversidad de insectos infectados y no infectados podría aportar pruebas a favor de esta teoría. 
La bacteria se identificó primero en 1924 por Hertig y Wolbach en Culex pipiens, una especie de mosquito (Hertig y Wolbach, 1924). Finalmente, en 1971, Janice Yen y Ralph Barr (Universidad de California) establecieron que una bacteria del género Wolbachia es la culpable del fenómeno hoy conocido como incompatibilidad citoplasmática. 
Más del 16% de especies de insectos de Panamá presentan esta bacteria.[cita requerida]

## Uso deWolbachiacontra el dengue
Cepas naturales de Wolbachia han demostrado ser un medio para las estrategias de control de vectores debido a su presencia en poblaciones de mosquitos. Debido a los rasgos únicos de Wolbachia que causan incompatibilidad citoplasmática, algunas cepas son útiles como promotores de un direccionamiento genético dentro de una población de insectos. Las hembras infectadas con Wolbachia pueden producir descendencia con machos no infectados e infectados; sin embargo, las hembras no infectadas solo pueden producir descendencia viable con machos no infectados. Esto le da a las hembras infectadas una ventaja reproductiva que es mayor cuanto mayor es la frecuencia de Wolbachia en la población. Los modelos computacionales predicen que la introducción de cepas de Wolbachia en poblaciones naturales reducirá la transmisión de patógenos y reducirá la carga general de la enfermedad. Un ejemplo incluye una cepa de Wolbachia que acorta la vida del mosquito y que puede usarse para controlar el virus del dengue mediante la eliminación de los insectos más viejos que contienen más parásitos.
Además, algunas cepas de Wolbachia pueden reducir directamente la replicación viral dentro del insecto. Para el dengue, incluyen wAllbB y wMelPop con Aedes aegypti, y  wMel con Aedes albopictus y Aedes aegypti. Un ensayo en una ciudad australiana de 187,000 habitantes plagada de dengue, no tuvo casos en cuatro años luego de la introducción de mosquitos infectados con Wolbachia. Se habían llevado a cabo ensayos anteriores en áreas mucho más pequeñas, pero no se había probado el efecto en un área de este tamaño. No se presentaron efectos ambientales negativos. El costo fue de A $ 15 por habitante, pero se esperaba que pudiera reducirse a US $ 1 en los países más pobres. En junio de 2021 se informaron resultados alentadores en una prueba controlada aleatorizada realizada en la ciudad de Yogyakarta.